# Vajtana
Vajtana (en georgiano: ვახტანა; en ruso: Вахтана) o Uajtana (en osetio: Уахтъана; en ruso: Уахтана) es una aldea que pertenece a la parcialmente reconocida República de Osetia del Sur, parte del distrito de Znaur, aunque de iure pertenece al municipio de Tighvi de la región de Iberia Interior de Georgia.

## Geografía
Vajtana se encuentra en las estribaciones de la cordillera de Liji, a 8 kilómetros de Kornisi. 

## Historia
La expedición de arqueológica de Baja Iberia en 1955 rastreó la colina de ropa de finales de la Edad del Bronce en el territorio de la aldea. 
La aldea estuvo incluida en el distrito de Znaur hasta 1991. Desde entonces pasó a estar incluido en el municipio de Kareli y posteriormente, en el municipio de Tighvi, aunque Georgia perdió su control en la guerra de Osetia del Sur (1991-1992).

## Demografía
La evolución demográfica de Vajtana entre 1959 y 2015 fue la siguiente:
| 378                                                      | 176 | 179 |
| (Fuente: Population of South Ossetia since Soviet times) |     |     |

Según el censo soviético de 1959, la mayoría de la población local eran osetios.

## Infraestructura

### Arquitectura, monumentos y lugares de interés
En el cementerio del pueblo están las ruinas de la Iglesia de la Madre de Dios de finales de la Edad Media (también fragmentos de pinturas), junto a él, los restos de la antigua iglesia y otros edificios.

## Personas importantes
- Alen Zasieyev (1988): deportista ucraniano que compite en lucha libre